# Dies Irae

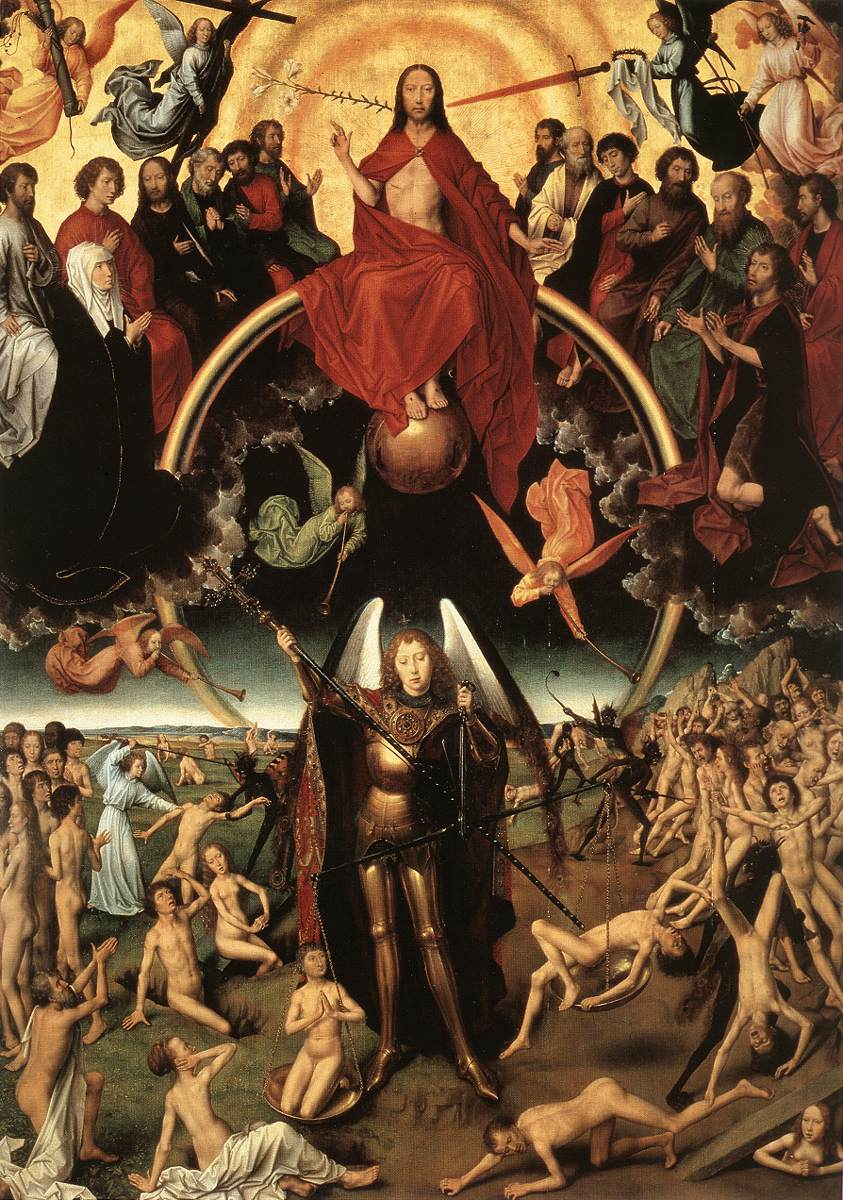
Painel central do Tríptico de Hans Memling, O Juízo Final (c. 1467–71)

Dies Iræ ("Dia da Ira") é um célebre hino litúrgico em latim, composto por volta do século XIII, tradicionalmente atribuído a Tomás de Celano, frade franciscano e poeta sacro. O texto reflete com intensidade o temor e a solenidade do Juízo Final, inspirado fortemente na linguagem profética de Sofonias 1,15-16 e de outras passagens bíblicas escatológicas. Sua composição poética segue a métrica troqueia (estrofes com ritmo forte-fraco), o que lhe confere um tom marcante e austero.     
O uso principal é dentro da liturgia do Réquiem, como Sequência na tradicional Missa católica para os mortos, mas também em algumas comunidades anglicanas e luteranas com sensibilidade litúrgica histórica.
Além do seu papel litúrgico, o Dies Iræ exerceu uma profunda influência na música sacra e erudita ocidental, especialmente em composições fúnebres. É notoriamente o clímax — ou apoteose dramática — de muitos Réquiens, entre eles os de Mozart, Verdi e dos contemporâneos Penderecki e Karl Jenkins, entre outros.

## Texto
O texto latino abaixo segue o estabelecido no Missal Romano de 1962.
Dies iræ, dies illa,

Solvet sæclum in favilla:

Teste David cum Sibylla.

Quantus tremor est futurus,

Quando iudex est venturus,

Cuncta stricte discussurus!

Tuba, mirum spargens sonum

Per sepulchra regionum,

Coget omnes ante thronum.

Mors stupebit, et natura,

Cum resurget creatura,

Iudicanti responsura.

Liber scriptus proferetur,

In quo totum continetur,

Unde mundus iudicetur.

Iudex ergo cum sedebit,

Quidquid latet, apparebit:

Nil inultum remanebit.

Quid sum miser tunc dicturus?

Quem patronum rogaturus,

Cum vix iustus sit securus?

Rex tremendæ maiestatis,

Qui salvandos salvas gratis,

Salva me, fons pietatis.

Recordare, Iesu pie,

Quod sum causa tuæ viæ:

Ne me perdas illa die.

Quærens me, sedisti lassus:

Redemisti Crucem passus:

Tantus labor non sit cassus.

Iuste Iudex ultionis,

Donum fac remissionis

Ante diem rationis.

Ingemisco, tamquam reus:

Culpa rubet vultus meus:

Supplicanti parce, Deus.

Qui Mariam absolvisti,

Et latronem exaudisti,

Mihi quoque spem dedisti.

Preces meæ non sunt dignæ:

Sed tu bonus fac benigne,

Ne perenni cremer igne.

Inter oves locum præsta,

Et ab hædis me sequestra,

Statuens in parte dextra.

Confutatis maledictis,

Flammis acribus addictis,

Voca me cum benedictis.

Oro supplex et acclinis,

Cor contritum quasi cinis:

Gere curam mei finis.

Lacrimosa dies illa,

Qua resurget ex favílla

Iudicandus homo reus:

Huic ergo parce, Deus:

Pie Iesu Domine,

Dona eis requiem. Amen.

## Uso naliturgiacatólica
O Dies Iræ é originalmente utilizado como Sequência da Missa de Réquiem — a Missa tradicional pelos defuntos — dentro do rito romano pré-conciliar (anterior à reforma litúrgica do Concílio Vaticano II). Sua função era preparar espiritualmente os fiéis para a contemplação da justiça de Deus e da necessidade de conversão, recordando que todos comparecerão perante o trono divino no fim dos tempos.
Embora tenha sido retirado da liturgia da Missa pós-Vaticano II, permanece em uso nos ritos extraordinários (forma tridentina), em cerimônias de caráter tradicional. Também faz parte da liturgia do Dia de Todos os Santos.

## O hino
O Dies iræ tem rima no final dos versos e usa acentos rítmicos e não a métrica antiga baseada em sílabas longas e curtas, o que era nessa época uma moda nova.
O Dies iræ aparece pela primeira vez no século XIII como forma do canto gregoriano.

Em composições posteriores do requiem o Dies iræ é muitas vezes separado nas partes Dies iræ, Tuba mirum, Liber scriptus, Rex tremendæ, Recordare, Ingemisco, Confutatis e Lacrimosa.

## Lista de composições que contêm oDies iræ

### Citações do hino gregoriano na música erudita
- Charles-Valentin Alkan – Souvenirs: Trois morceaux dans le genre pathétique, Op. 15 (No. 3: Morte)
- Hector Berlioz: Parodia do Dies Iræ em „Songe d’une nuit du Sabbat“, 5. movimento da Symphonie Fantastique op. 14 (1830)
- Ernest Bloch – Suite Symphonique[2]
- Lili Boulanger: várias citações Dies Iræ em „Pour les funérailles d’un Soldat“ para coro, barítono e orquestra (1912)
- Dirk Brossé: Oscar for Amnesty, Tone Poem for Symphonic Band (1987)
- George Whitefield Chadwick: Tam O’Shanter,  Balada sinfônica (1915)
- George Crumb – Black Angels
- Luigi Dallapiccola – Canti di prigionia
- Michael Daugherty – Metropolis Symphony 5th movement, "Red Cape Tango";[3]
  - Dead Elvis (1993) for bassoon and chamber ensemble[4]
- Danny Elfman – The Nightmare Before Christmas – quoted in "Jack's Lament" and "Making Christmas"[5]
- Diamanda Galás – Masque Of The Red Death: Part I – The Divine Punishment
- Johann Nepomuk David: Es ist ein Schnitter, heißt der Tod (Dies Iræ), (1947)
- Donald Grantham – Baron Cimetiére's Mambo[6]
- Paul Giger: Chartes para Violine solo
- Alexander Glasunow: Suite para orquestra Aus dem Mittelalter (Do medieval) op. 79, 2. movimento (Scherzo)
- Charles Gounod – Faust opera, act 4
- Edward Gregson: 2. movimento (Chorale and Variations) em Partita para Brass Band (1971)
- Joseph Haydn: Adagio- do 1. movimento na Sinfonia 103
- Bernard Herrmann – Jason and the Argonauts (1963) – durante a cena durante com o bater dos dentes da hidra
- Gustav Holst – The Planets, movimento 5, "Saturn, the Bringer of Old Age"[7]
- Arthur Honegger – La Danse des Morts, H. 131[8]
- Hershy Kay: „Entrance of Magicians“ de Cakewalk (Balé, 1951)
- Aram Khachaturian: 2. Sinfonie, 3. movimento
- Franz Liszt: Totentanz. Parafrase sobre Dies iræ, para piano e orquestra (1849)
- Gustav Mahler: Sinfonia n.º 2 Dó-menor (Sinfonia da ressurreição) (1887–1894, revidida 1903)
- Nikolai Myaskovsky – Symphony No. 6 (Myaskovsky)|Symphony No. 6, Op. 23
- Arvo Pärt: Miserere (1989)
- Krzysztof Penderecki: Dies Iræ – Oratorium em memoriam das vítimas do campo de concentração Auschwitz-Birkenau (1967)
- Gabriel Pierné: L’an mil – Poema sinfônico para coro e orquestra (1897), 1. Satz
- Sergei Rachmaninoff:
  - Prélude Dó#-menor, (1882)
  - 1. Sinfonia Ré-menor, op. 13, (1896)
  - 2. Sinfonia Ré-menor, op. 27
  - 3. Sinfonia Ré-menor, op. 44
  - A Ilha dos mortos(Die Toteninsel), op. 29 (1909)
  - Rapsódia sobre um tema de Paganini op. 43 para piano e orquestra (1934)
  - 3. movimento de Danças Sinfônicas op. 45 (1940)
- Ottorino Respighi: No final do segundo movimento „Butantan“ do ciclo Impressioni brasiliane para orquestra (1927)
- Camille Saint-Saëns:
  - Dança macabra, Poema sinfônico op. 40 (1875)
  - 3. Sinfonia Dó-menor (Sinfonia com órgão) op. 78 (1886)
- Dmitri Shostakovich:
  - „Requiem“ da Suite para o filme Hamlet op. 32a (1932)
  - Sinfonia n.º1 para soprano, baixo e orquestra de câmera op. 135 (1969)
  - Sinfonia n.º 14
- Stephen Sondheim – Sweeney Todd – quoted in the accompaniment to "Epiphany"[9]
- Kaikhosru Shapurji Sorabji – Sequentia cyclica super "Dies iræ" ex Missa pro defunctis and eight other works[10]
- Piotr Ilitch Tchaikovsky: uma Variação no 4. movimento da Suite Nr. 3 para orquestra em Sol, op. 55 (1884)
  - Sinfonia Manfredo, 1885[11]  Orchestral Suite No. 3[12]
- Eugène Ysaÿe: Sonata Nr. 2 Obsession para violino solo op. 27,2 (1924)
- Bernd Alois Zimmermann: Prelúdio da ópera Os soldados ("Die Soldaten") (1965)

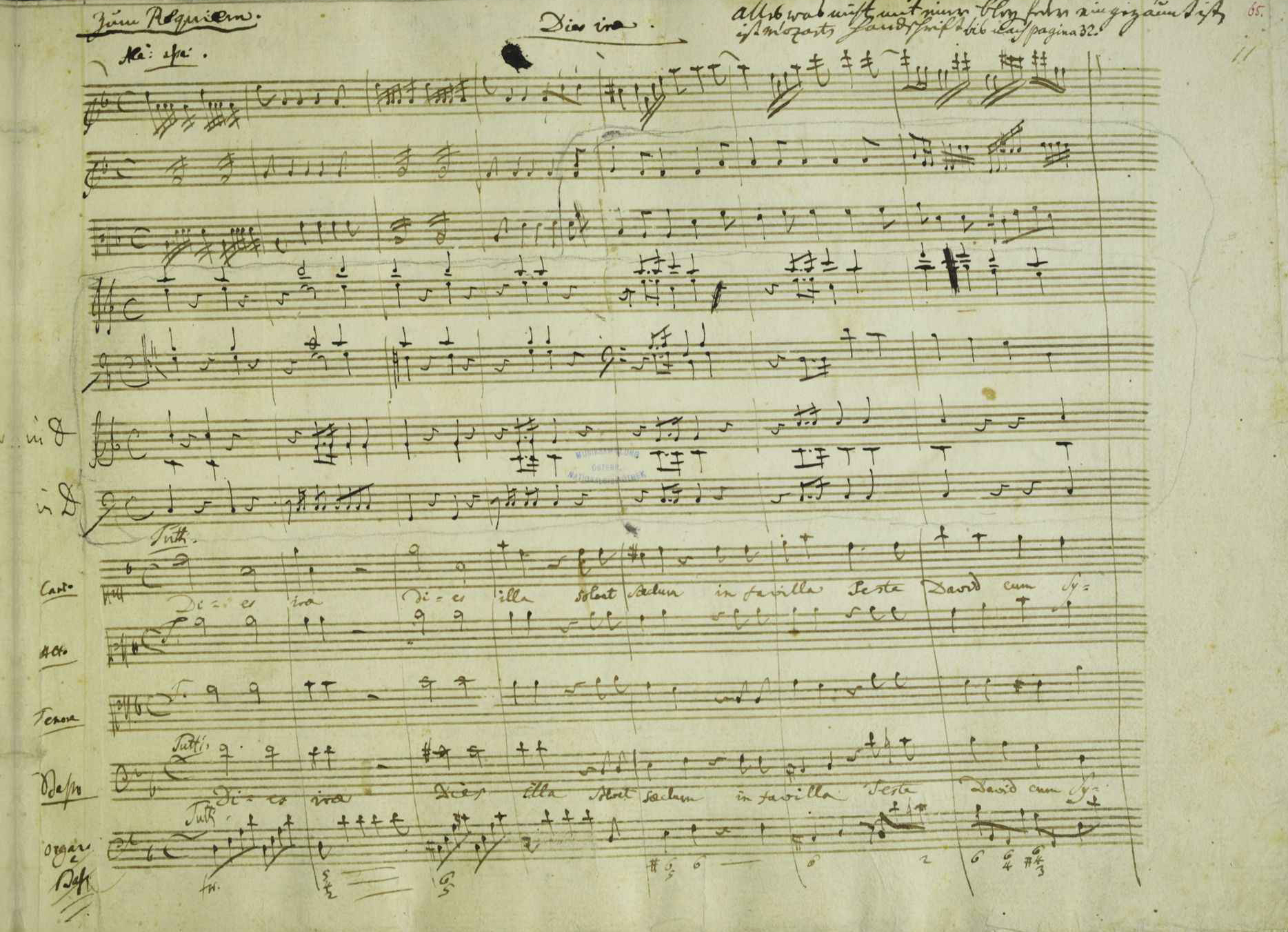
Original do Dies Iræ do Requiem de Mozart

### MovimentosDies-iræfamosos em requiens
- Hector Berlioz: Grande messe des morts, op. 5 (1837)
- Heinrich Ignaz Franz von Biber: Requiem à 15 em Lá (1687?)
- Benjamin Britten: War Requiem (1962)
- Luigi Cherubini: Requiem
- Antonín Dvořák: Requiem op. 89 (1890)
- Hans Werner Henze: Requiem
- Karl Jenkins: Requiem (2005)
- Zoltán Kodály: Dies iræ
- Cyrillus Kreek: Requiem em Dó-menor, „Dies Iræ“ (1927)
- Wolfgang Amadeus Mozart: Requiem Re-menor, KV 626 (1791)
- Ildebrando Pizzetti: Assassinio nella cattedrale, opera lirica. Prima: Milano, Teatro alla Scala, 1º marzo 1958
- Zbigniew Preisner: Requiem dla mojego przyjaciela
- Max Reger: Lateinisches Requiem (Fragmento, 1914)
- Antonio Salieri: "Kleines" Requiem Dó-menor (1804)
- Franz von Suppé: Requiem (1855)
- Giuseppe Verdi: Requiem (1874)

### Citações em músicas de Filmes
- Wendy Carlos: Shining, 1980
- Danny Elfman: The Nightmare Before Christmas (banda sonora)
- Fried, Gerald: The Return of Dracula (Album: The Return of Dracula, I Bury the Living, The Cabinet of Caligari, Mark of the Vampire, Film Score Monthly 2004)
- Jerry Goldsmith:
  - Mephisto Waltz (Album: Mephisto Waltz)
  - Gremlins 2: A Nova Geração (Album:  Gremlins II)
  - Lionheart (Album:  Lionheart)
  - Looney Tunes: Back in Action (Album: Looney Tunes – Back in Action)
- Gottfried Huppertz: Metropolis (DVD: Metropolis, Ufa / Transit)
- Alan Menken: O Corcunda de Notre Dame (Disney Records)
- Ennio Morricone: Dies Iræ Psichedelico (Album: Ennio Morricone – Escalation OST)
- Howard Shore
  -  O Senhor dos Anéis (série de filmes): A Sociedade do Anel
  -  O Senhor dos Anéis (série de filmes): O retorno do rei
- Dimitri Tiomkin: Ist das Leben nicht schön?
- Hans Zimmer
  - O Rei Leão (Album: O Rei Leão)
  - Piratas do Caribe: Navegando em Águas Misteriosas
- Masamichi Amano: Battle Royale (2000)
- Jonathan Larson: La Vie Bohème (Rent - Os Boêmios)

### Citações na música contemporânea e popular
- Abigor: Kingdom of Darkness (Album: Verwüstung / Invoke the Dark Age, Black Metal)
- Adagio: Introïtus / Solvet Sæclum in Favilla (Album: Underworld, Progressive Metal, Neoclassical Metal)
- Anhedonia: Dies irae (Album: Der Schrei der Natur 2008)
- ASP: Requiem (Album: Requiembryo 2007)
- Clint Bajakian, Peter McConnel, Michael Z. Land: Indiana Jones and the Fate of Atlantis (Spielemusik)
- Bathory: Dies Iræ (Album: Blood Fire Death, Black Metal)
- Believer: Dies irae (Album: Sanity Obscure, 1990 Roadrunner Records, Thrash Metal)
- Chen, Leo: Walpurgisnacht Quarteto de cordas duplo, 2004
- Dark Moor (Album: The Gates of Oblivion, 2002, Power Metal)
- Dectera Lugh: Dies Iræ (Album: Lumina, 2007, Música medieval)
- Dissection: Starless Aeon (Album: Reinkaos, 2006, Melodic Death Metal)
- Hans-Ola Ericsson: Dies iræ para Soli e coro, 1975
- Epica: Dies Iræ (Album: The Classical Conspiracy, 2009, Symphonic Metal)
- Evanescence: Lacrymosa (Album: The Open Door, 2006)
- Juno Reactor: Conquistador I (Album: Labyrinth, 2004, Goa-Trance)
- Helga Pogatschar: Sequentia (Album: Mars Requiem, 1995, Post-Industrial)
- Helloween: The time of the oath (Album: The time of the oath, Heavy Metal, 1996)
- Helium Vola: Dies Iræ (EP: In lichter Farbe steht der Wald, 2004)
- In Strict Confidence: In Favilla (Album: Exile Paradise, 2006)
- Lacrimosa: Die Schreie sind verstummt (Album: Echos, 2003)
- Libera: Dies Iræ (Album: Libera, 1999)
- Luca Turilli's Dreamquest: Gothic Vision (Album: Lost Horizons, Power Metal)
- Mantus: Dies Iræ (Album: Fremde Welten)
- Guntram Pauli: Rock Requiem (1978)
- Rage: Dies Iræ (Album: Unity, Heavy Metal)
- Rotting Christ: Dies Iræ (Album: The Heretics, Black Metal)
- Schwarzer Engel: Der Zorn Gottes (Album: Apokalypse)
- Sigh: Salvation in Flame/Confutatis (Album: Hangman’s Hymn: Musikalische Exequien, Extreme Metal)
- Jim Steinman: Dance of the Vampires, musical
- Stuck in the Sound: Dies Irae (Album: Survivor, 2016)
- Subway To Sally: Tag Der Rache (Album: Hochzeit, Folk Rock 1999)
- Symphony X: A Fool’s Paradise (Album: V – The New Mythology Suite, Progressive Metal; o album contem também uma variação do Dies Iræ do requiem de Verdi)
- Thyrfing: Far Åt Helvete (Album: Farsotstider, 2005, Pagan Metal)
- Wolfenmond: Dies iræ, Dies illa (Album: Flammenspiel und Schattenklang, 2004, Música da cena medieval)
- T.A.C.-Tomografia Assiale Computerízzata: Requiem da luz preta (Album: La Nouvelle Art Du Deuil)
- „Tag des Zornes“ Roman Streisand, SPILWUT CD 3 „Ouroborus“ , Música da cena medieval 2005